# Linda Karlström
Linda Karlström är en finlandssvensk debattör från Kronoby i Österbotten. Hon är chefredaktör för nättidningen Vaccin & biverkningar och engagerad i den svenska antivaccinationsrörelsen. Hon uppmärksammades 2020 i TV-dokumentären Vaccinkrigarna för uttalanden som ifrågasatte Förintelsens omfattning, samt påståenden om att en liten maktelit via vaccin vill förslava världens befolkning.

## Biografi
Karlström har en magisterexamen i ekonomi. Hon började engagera sig i vaccinfrågor efter att hennes äldsta barn år 2007 som spädbarn vaccinerats med Bacillus Calmette-Guérin mot tuberkulos i det allmänna vaccinationsprogrammet i Finland. Barnet utvecklade en knöl som visade sig vara en ovanlig men behandlingsbar biverkning. Händelsen fick uppmärksamhet då knölen inledningsvis befarades vara en cancertumör.
Karlström är uttalad vaccinationsmotståndare och menar att skador och biverkningar av vacciner överstiger eventuell nytta. I en artikel på Vaccin & biverkningar hävdar hon bland annat att "vaccinindustrin [...] lyckas indoktrinera en hel läkarkår genom likriktad skolning, dupera politiker genom lobbying och få en bred allmänhet att fortsätta upprepa samma gamla mantra 'vacciner är säkra och effektiva'".
I en artikel på vårdfacket SuPers webbplats 2020 pekade THL:s överläkare Tuija Leino ut Karlström som en bidragande faktor till regionalt minskad omfattning av HPV-vaccinering i Österbotten.
I den svenska utgåvan av boken Vaccinationer: Risker och skador (originaltitel: Make An Informed Vaccine Decision) från 2012 av de amerikanska författarna Mayer Einstein och Neil Z. Miller bidrar Karlström med en introduktion om vaccination i Sverige.

## Nättidningen Vaccin & biverkningar
Karlström driver sedan 2012 nättidningen Vaccin & biverkningar. Tidningen, som uppger Karlström som chefredaktör, saknar utgivningsbevis i Sverige.
Hon kommunicerar huvudsakligen genom den egna nättidningen då hon anser sig ha haft svårigheter att höras och synas i vanliga medier, som hon kallar ”systemmedia”.
Vid lanseringen 2012 presenterades nättidningen som ”en ny sajt som vänder sig till alla som är intresserade av att lära sig mera om vaccin” och som en plats som uppmärksammar ”sådan forskning som kategoriskt tystas ner av läkemedelsindustri, myndigheter och sjukvårdsapparat”.
I en kommentar för Expressen 2018 sa hon: ”Att vara kritisk till vacciner är mycket politiskt inkorrekt och därför kommer ni aldrig att presentera fakta så som de verkligen ser ut. Det har ni heller ingen möjlighet att göra, eftersom ni styrs av sådana krafter som aldrig vill visa saker och ting för vad de verkligen är.”

## Medverkan i andra forum
Karlström har vid några tillfällen medverkat på Tandhälsoförbundets webbplats. Hösten 2013 var hon genom sin involvering i Tandhälsoförbundet inbokad som talare i ett samarrangemang med ABF i Västerås, ett arrangemang som ABF drog sig ur.
Den 9 april 2015 medverkade Karlström i Sveriges Televisions program Debatt om ”Barnvaccin”. Hon hävdade där bland annat att vaccination mot mässling innebär en större hälsorisk än sjukdomen, ”som tidigare ansågs vara en fullständigt banal barnsjukdom”, något som i programmet motsades av bland andra statsepidemiolog Anders Tegnell. Hon hävdade även att flockimmunitet endast uppnås genom genomgången sjukdom och inte genom vaccination, samt att vacciner inte genomgår randomiserade och placebokontrollerade dubbelblindprövningar, något som också motsades av andra medverkande.
Skeptikern Carl Johan Åkerberg publicerade några dagar efter programmet ett blogginlägg som kritiskt gick genom elva av Karlströms påståenden i debatten. Åkerberg konstaterade att ”inte ett enda av dem klarade av ens en översiktlig granskning”. Nättidningen Läkemedelsvärldens redaktör Amina Manzoor kritiserade SVT för att de ställde åsikter mot vetenskap och för att de bjudit in konspirationsteoretiker som representerar en mycket liten grupp i samhället och vars åsikter är baserade på rena fantasier.
Våren 2020 hade Backa Folkets hus i Göteborg bokats för hennes föreläsning. Arrangemanget stoppades dock när det uppdagades att arrangören hade kopplingar till den nynazistiska Nordiska motståndsrörelsen.
När Expressens reporter Matilda Nyberg i april 2020 under täckmantel kontaktade Karlström 
och utgav sig för att vara skeptisk till vaccin mot covid-19 fick hon rådet att: "självklart är det bättre att bli smittad".

## TV-programmet Vaccinkrigarna 2020
Karlström skildrades 2020 i den tredelade dokumentärserien Vaccinkrigarna som sändes som en del av Sveriges Televisions Dokument inifrån med start den 2 december. I serien skildrar journalisterna Anna Nordbeck och Malin Olofsson antivaccinationsrörelsen, såväl internationellt som i Norden. Nordbeck och Olofsson använde sig av den journalistiska arbetsmetoden att wallraffa. Genom att utge sig för att vara ett vaccinkritiskt filmteam lyckades de infiltrera rörelsens inre kretsar.
Karlström väckte uppmärksamhet för några uttalanden i Vaccinkrigarna som skedde inför dold kamera. Hon framförde bland annat sin övertygelse om att "makteliten som styr" inte vaccinerar sig själva eller sina barn. Att världens befolkning ska reduceras enligt planer från "New World Order", där vaccin blir ett verktyg att skada massorna och lämna fritt spelrum för en ovaccinerad maktelit. I programmet ifrågasatte hon också fakta kring förintelsen, bland annat funktionen hos "de påstådda gaskamrarna" samt omfattningen av folkmordet. Hon uppgav att det efter Förintelsen inte finns någon som vågar kritisera judar samt att det är judarna som är makteliten i världen, som äger alla banker och medieföretag.
I Finland meddelade Svenska Yle i januari 2021 att man beslutat att inte köpa in serien och hänvisade till resurskrävande avtalsförhandlingar. Efter hårt tryck från tittarna tillsatte man de nödvändiga resurserna och serien sändes på Yle Fem med start den 16 februari.

### Efterspel Vaccinkrigarna
I april 2021 var Karlström gäst i den finlandssvenska podcasten Nyfika. Där riktade hon stark kritik mot dokumentärskaparnas tillvägagångssätt och hävdade att de inte visat en sanningsenlig bild av hennes uttalanden, till exempel om förintelsen.
Vaccinkrigarna anmäldes av ett 30-tal personer till Granskningsnämnden för radio och TV. Motiveringarna var att programserien varit partisk, osaklig och visat bristande respekt för privatlivet. Granskningsnämnden kom med ett friande beslut i oktober 2021, den ansåg att vaccinkritikerna i programserien gavs stort utrymme att utveckla sina resonemang och bemöta den kritik som riktades mot dem. Om programserien innebar ett intrång i Karlströms privatliv kunde endast prövas med ett skriftligt medgivande av den berörda, vilket inte inkommit. Programmets tillkomst och vilka metoder reportrarna använt sig av prövades heller inte då det inte ingår i nämndens uppgifter. Nämnden menade att detta snarare är en yrkesetisk fråga.

### Rättsprocess mot svenska staten om Vaccinkrigarna
Runt årsskiftet 2022–2023 stämde Karlström den svenska staten inför Stockholms tingsrätt. Även SVT:s ansvarige utgivare anmäldes för förtal men Justitiekanslern inledde ingen förundersökning. I stämningsansökan, som lämnades in av en advokatbyrå i Stockholm, ansåg Karlström att den svenska staten genom Förvaltningsstiftelsen för SR, SVT och UR var högst ansvarig för programmets innehåll. Karlström yrkade på 150 000 kronor i skadestånd och ansåg att den svenska staten kränkt henne på fem punkter i Europakonventionen, artiklarna 8–11 samt 13. Rättegången inleddes den 7 februari 2023.
I mars 2023 tilldömdes Karlström ett skadestånd på 100 000 kronor. Domstolen slog fast att Karlströms rätt till sitt privatliv överträtts genom publicering av material som åtkommits genom dold kamera och vilseledande av Karlström, samt att publiceringen fått stor spridning. I domen angavs att ”enligt tingsrätten innebär det existerande systemet med självreglering inte ett tillräckligt effektivt skydd för Linda Karlströms rätt till privatliv”. Staten och Karlström får dock stå för sina egna rättegångskostnader.
Staten överklagade domen i maj 2023. Hovrätten meddelade dom i november 2024, där de ändrade tingsrättens dom så att inget skadestånd skall betalas ut och Karlström skall stå för båda parters rättegångskostnader. Hovrätten medger att Karlströms rätt till privatliv kränktes, och att det väger lite mer än journalisternas rätt till yttrandefrihet, men anser att det befintliga skydd som staten tillhandahåller är tillräckligt för att följa Europakonventionen.

## Utnämning till Årets förvillare 2020
Skeptikernas förening i Sverige, Föreningen Vetenskap och Folkbildning, utsåg Linda Karlström till Årets Förvillare 2020. Föreningens ordförande Pontus Böckman kommenterade utnämningen med: "Hela världen anstränger sig nu till det yttersta för att hantera den största pandemin på hundra år. Under tiden ägnar sig antivaccinationsrörelsen åt att misstänkliggöra och svartmåla en behandlingsform som utan tvivel har räddat livet på ett oräkneligt antal människor. Nu mer än någonsin är det avgörande att vi inte låter farliga och skadliga villfarelser överrösta vad oberoende och objektiva experter är överens om: Vacciner är säkra och effektiva." 

## Socialt engagemang
Karlström var aktiv inom IK Kronans redskapsgymnaster i Kronoby. I november 2020 premierade kommunens bildnings- och fritidsnämnd henne som årets tränare. Det skedde efter en öppen nomineringsprocess, där föräldrar uppgett att hon är omtyckt och en bra tränare.
Den 17 december, dagen efter att det tredje avsnittet av Vaccinkrigarna sänts i SVT, gick Kronobys tillförordnade kommundirektör Ulf Stenman ut med ett pressmeddelande där kommunen tog avstånd från Karlströms kontroversiella konspiratoriska och antisemitiska åsikter. I en intervju för Finlands kommunförbunds tidning Kommuntorget den 4 januari 2021 uttryckte Stenman tvivel om huruvida det var rätt av kommunen att uttala sig. Han påpekade att det inte är en kommunal uppgift att ansvara för invånares åsiktsyttringar men att det fanns en tunn koppling till den kommunala verksamheten i och med prisutdelningen.
Även IK Kronans styrelse gick ut med ett pressmeddelande den 17 december där man tog avstånd från Karlströms uttalanden i Vaccinkrigarna. Man poängterade att hon aldrig blandat personliga åsikter med sitt tränar- och ledarskap i föreningen.
Finlands Svenska Idrotts (FSI) ordförande Håkan Nystrand tog i Hufvudstadsbladet den 19 december avstånd från Karlströms antisemitism som han menade är oacceptabel och inte hör idrotten till. Han uttryckte att den typen av åsikter inte får finnas ens i bakgrunden hos personer som leder unga och att det kan påverka idrottarnas värderingar och tankar, men att FSI som organisation inte kan vidta några konkreta åtgärder. Efter att ha behandlat fallet på två möten gick FSI ut med ett officiellt avståndstagande. Eftersom FSI saknar disciplinära befogenheter skickade man tillsammans med Finlands svenska gymnastikförbund en begäran till det nationella grenförbundet Finlands gymnastikförbund att göra en utredning kring fallet utgående från Finlands olympiska kommittés etiska regler, som det nationella gymnastikförbundet bundit sig till. Fallet med Karlström föranledde FSI att kontakta alla medlemsföreningar för att förtydliga att förbundets grundvärderingar är tolerans och jämlikhet.
I början av mars 2021 meddelade IK Kronan att Karlström självmant avsagt sitt tränaruppdrag. Föreningens ordförande kommenterade att tränarbortfallet lämnade ett tomrum och beklagade att gymnastikintresserade barn och unga hamnat i kläm. I slutet av mars kom Finlands gymnastikförbunds disciplinära utskott med ett utlåtande att inga åtgärder vidtas mot Karlström då man saknar befogenhet för händelser utanför gymnastik- och föreningsverksamheten. I ett pressmeddelande berörde förbundet såväl Karlströms rätt till åsikts- och yttrandefrihet som förbundets etiska principer om bland annat nolltolerans mot rasism.
Den 7 oktober 2021 rapporterade Österbottens Tidning att Karlström var tillbaka som tränare, inte bara i sin gamla förening IK Kronan utan även i IF Drott i Jakobstad. Ordförandena i respektive föreningar kommenterade att Karlströms åsikter i de kontroversiella frågorna inte påverkar hennes sätt att sköta träningarna och hänvisade till Finlands gymnastikförbunds utlåtande från mars samma år. Karlström kommenterade att det rådde stor tränarbrist vid tillfället och att det var föreningarna som tog kontakt med henne. Nyheten fick FSI att åter gå ut i media med ett tydligt avståndstagande från Karlström. Generalsekreterare Henrika Backlund efterlyste ett mer långsiktigt och värdegrundligt tänkande av de berörda föreningarna. FSI:s styrelse behandlade Karlströms comeback och överförde sedan ärendet till Finlands svenska gymnastikförbund som inledde en utredning om eventuella sanktioner mot de medlemsföreningar som anlitat Karlström som tränare. I Österbottens Tidning den 18 oktober uttryckte IK Kronans ordförande Johan Boholm kritik mot SFI:s brist på kommunikation och ovarsamma handskande med sanningen i media. Enligt Boholm var ett uttalande av SFI om att de "tydligt klargjort för föreningarna hur det ligger till" falskt, tvärtom hörde föreningen inget från SFI efter att Finlands gymnastikförbund kom med sitt utlåtande i mars. Han menade att IK Kronan inte hade återanlitat Karlström om FSI öppet eller till föreningen sagt att man går emot det nationella förbundets åsikt. Enligt Boholm uteblev även stöd från FSI som utlovats för att kunna upprätthålla verksamheten och behålla gymnasterna efter Karlströms sorti.
Karlström var 2020 även verksam i Centralskolans Hem och skola-förening, något som skolans rektor uttryckte oro över.